# Unleashed (album Bowa Wowa)
Unleashed – trzeci album studyjny amerykańskiego rapera Bowa Wowa, wydany 22 lipca 2003 roku nakładem Columbia Records. Współpracował między innymi z Jagged Edge i Mario.

## Lista utworów
| #   | Tytuł                | Autor                                                  | Featuring      | Czas |
| --- | -------------------- | ------------------------------------------------------ | -------------- | ---- |
| 1.  | "Get It Poppin'"     | Dean, K./Griffin, R.                                   |                | 3:28 |
| 2.  | "Let's Get Down"     | Alexander, P./Moss, S./Harris, C./Griffin, R.          | Bryan Williams | 4:41 |
| 3.  | "Eighteen"           | Moss, S./Smith, J./Phillips, J./Harris, C./Griffin, R. |                | 4:50 |
| 4.  | "Follow Me"          | Moss, S./Harrell, R./Griffin, R.                       |                | 3:53 |
| 5.  | "My Baby"            | Austin, J./Bowser, R./Macon, A./Moss, S./Griffin, R.   | Jagged Edge    | 5:03 |
| 6.  | "The Don, the Dutch" | Moss, S./Williams, P./Griffin, R.                      |                | 3:57 |
| 7.  | "The Movement"       | Moss, S./Williams, P./Griffin, R.                      |                | 3:56 |
| 8.  | "I Can’t Lose"       | Alexander, P./Moss, S./Griffin, R.                     |                | 4:02 |
| 9.  | "Hey Little Momma"   | Alexander, P./Casey, B./Moss, S./Harris, C.            | Jagged Edge    | 3:38 |
| 10. | "I Got Ya'll"        | Bowser, R./Macon, A./Moss, S./Harris, C.               |                | 3:17 |
| 11. | "I'll Move On"       | Williams, P./Harris, C./Griffin, R.                    | Mario          | 4:06 |
| 12. | "To My Mama"         | Moss, S./Sanders, T./Smith, J.                         | Amerie         | 5:17 |
| 13. | "I’m Back"           | Hutton, LT/Moss, S.                                    |                | 3:48 |

## Pozycje na listach
| Lista (2003)                          | Najwyższa pozycja |
| ------------------------------------- | ----------------- |
| U.S. Billboard 200                    | 3                 |
| U.S. Billboard Top R&B/Hip-Hop Albums | 4                 |